# Джеймс Обіора
Джеймс Обіора (англ. James Obiorah, нар. 24 серпня 1978, Джос) — нігерійський футболіст, що грав на позиції нападника.
Виступав, зокрема, за клуби «Андерлехт», «Грассгоппер» та «Локомотив» (Москва), а також національну збірну Нігерії.

## Клубна кар'єра
У дорослому футболі дебютував 1995 року виступами за команду клубу «Еньїмба». Того ж року перебрався до Бельгії, ставши гравцем клубу «Андерлехт». Відіграв за команду з Андерлехта наступні три сезони своєї ігрової кар'єри.
1998 року уклав контракт із швейцарським «Грассгоппером», у складі якого провів наступні три роки своєї кар'єри гравця, проте до ігор основної команди залучався вкрай рідко. 
З 2001 року два сезони захищав кольори команди клубу «Локомотив» (Москва). Більшість часу, проведеного у складі московського «Локомотива», був основним гравцем атакувальної ланки команди. У складі московського «Локомотива» був одним з головних бомбардирів команди, маючи середню результативність на рівні 0,4 голу за гру першості.
Грою в російській першості зацікавив представників іспанського «Кадіса», який орендував нігерійця 2003 року, згодом він також грав на умовах оренди за французький «Ніор».
2005 року перейшов до австрійського ГАК (Грац), де мав проблеми із потраплянням до основного складу, і за рік знову став гравцем «Ніора». 2007 року повернувся на батьківщину, де провів сезон у складі «Кадуна Юнайтед».
Завершив ігрову кар'єру в аматорському французькому «Тулоні», за команду якого виступав протягом 2008—2009 років.

## Виступи за збірну
1998 року дебютував в офіційних матчах у складі національної збірної Нігерії. Протягом кар'єри у національній команді, яка тривала 5 років, провів у формі головної команди країни лише 3 матчі, забивши 1 гол.
У складі збірної був учасником чемпіонату світу 2002 року в Японії і Південній Кореї. На цьому турнірі взяв участь в останній грі групового етапу проти збірної Англії.